# Perry Mason (serie de televisión de 1960)
Perry Mason es una serie de televisión estadounidense, un drama policíaco y judicial, que fue emitido por la red de televisión CBS desde 1957 hasta 1966, en 9 temporadas con 271 episodios, filmados y emitidos en “blanco y negro” durante todo su ciclo, con excepción de un episodio lanzado en TV a Color.

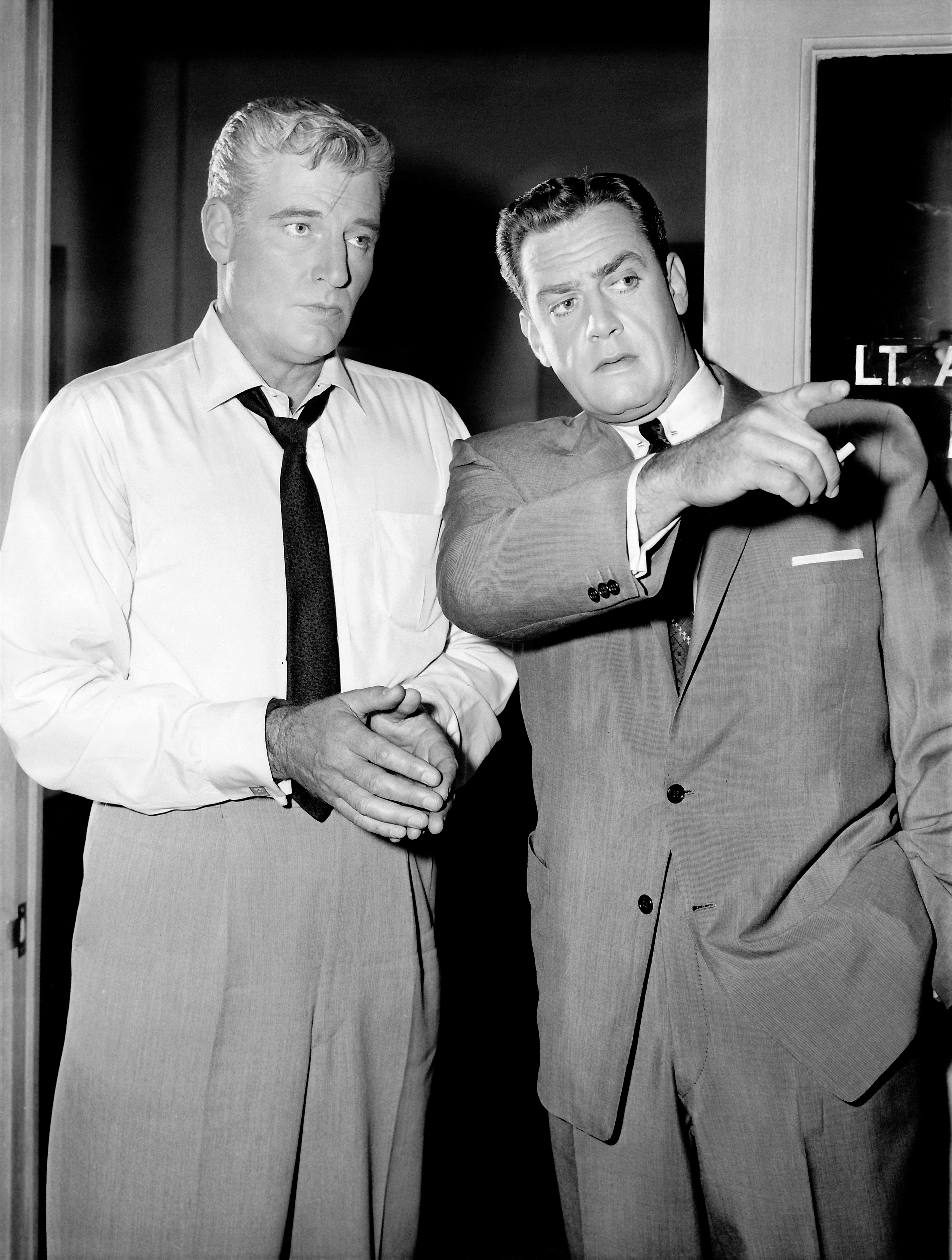
Raymond Burr como Perry Mason y William Hopper como el investigor Paul Drake, escena de 1959.

Su creación estuvo basada directamente en el personaje Perry Mason, de las novelas policíacas del abogado y escritor Erle Stanley Gardner, muchos episodios se basaron en las historias originales de Gardner. El personaje principal, interpretado por Raymond Burr, es un abogado criminalista de Los Ángeles, y la serie se enfocaba en el desarrollo de sus casos judiciales. Estuvo coprotagonizada por Barbara Hale, William Hopper, William Talman, Ray Collins, Wesley Lau y Richard Anderson.

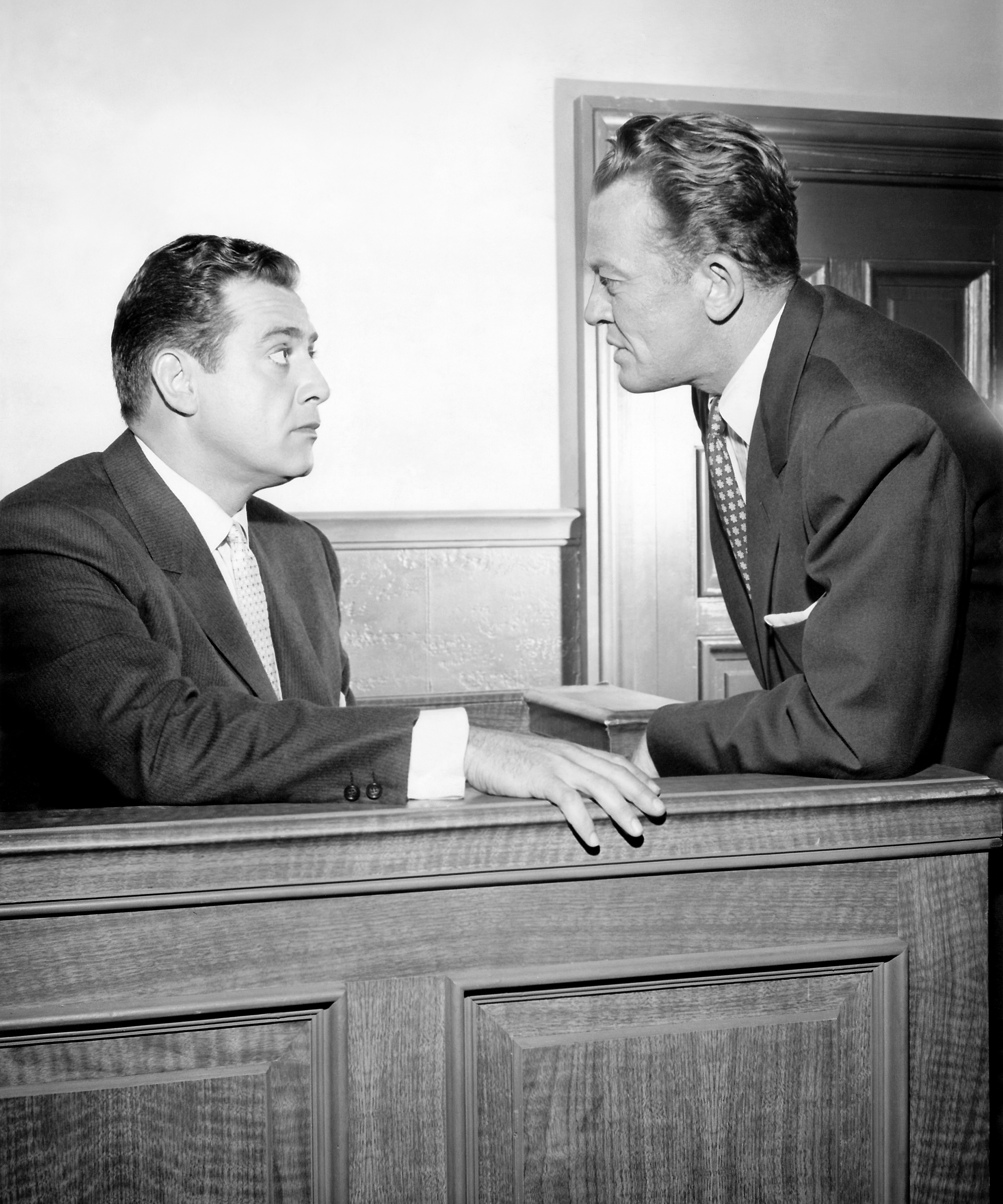
Raymond Burr y William Talman, escena de 1958.

Fue una de la más exitosas serie de televisión que trataron sobre «abogados y conflictos legales». Durante su primera temporada, recibió una nominación al premio Emmy como mejor serie dramática, Raymond Burr recibió dos premios Emmy por Mejor Actor, y Bárbara Hale recibió un premio Emmy por su interpretación de Della Street, la secretaria de Mason.

## Argumento

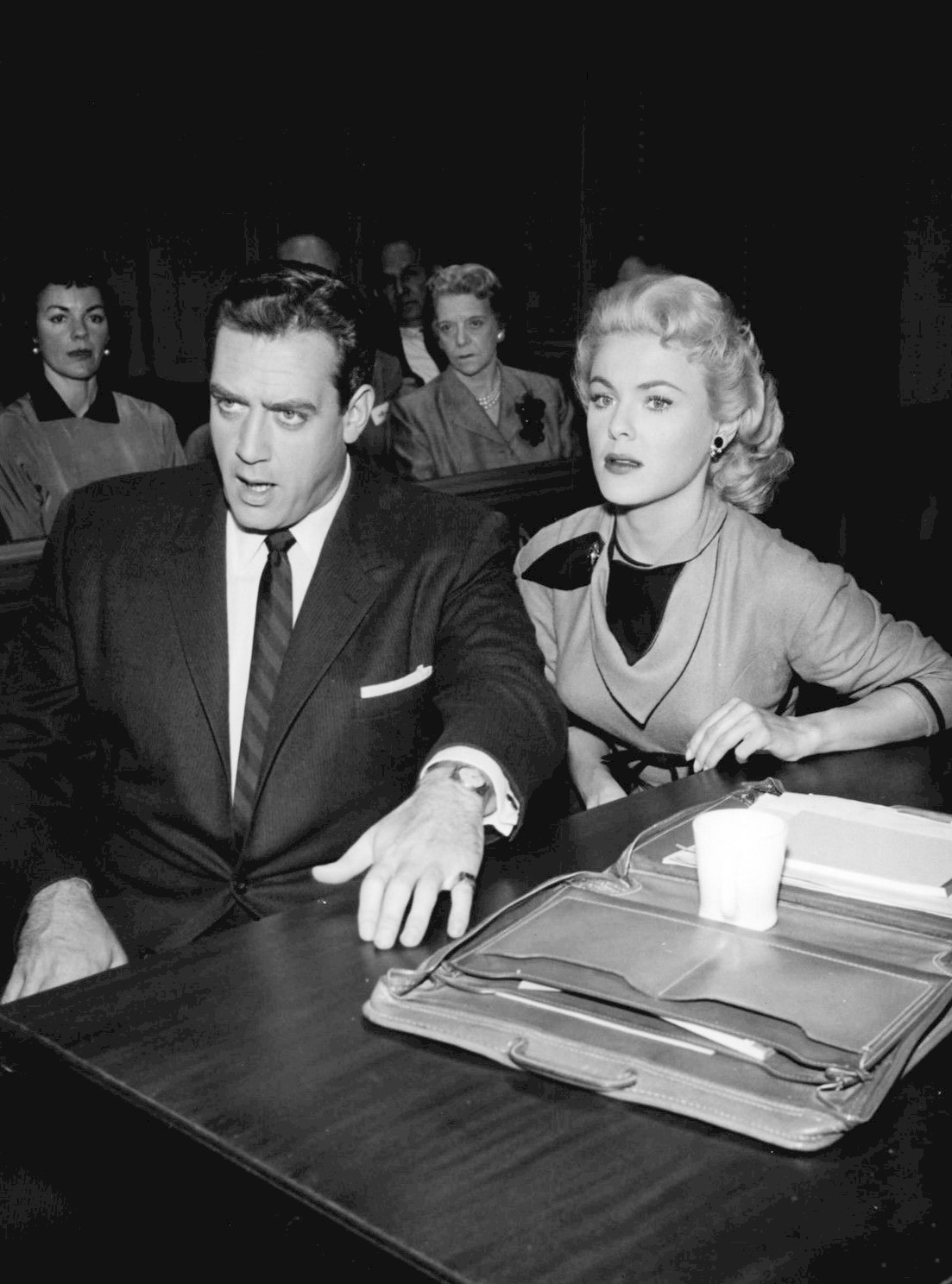
Raymond Burr con la actriz invitada Kathleen Crowley, escena de 1958.

Perry Mason era un abogado criminalista, que ejercía su profesión en Los Ángeles, California. La mayoría de sus clientes habían sido acusados de homicidio. En cada episodio se mantenía un esquema característico, en la primera mitad del capítulo se presentaba una futura víctima de asesinato, y una situación que sería una amenaza legal para alguien, que luego Mason aceptará como cliente. El cuerpo de la víctima era encontrado con frecuencia, debido a las circunstancias, por Mason y el investigador privado Paul Drake, o por su secretaria Della Street. Las pistas apuntaban como sospechoso al cliente de Mason. 
El contexto de la segunda mitad del episodio transcurría en la “Corte de Justicia”, allí Mason se enfrentaba a menudo con su adversario legal, el abogado Hamilton Burger, fiscal de distrito de Los Ángeles, y con el detective de homicidios de la policía, teniente Arthur Tragg. Mason establecía la inocencia de su cliente, demostrando dramáticamente la culpabilidad de otro personaje. El verdadero asesino muchas veces se quebraba, y finalmente confesaba el crimen en la Corte. En la escena final, los personajes se reunían para discutir cómo se resolvió el caso.
En otros episodios, la identidad del culpable era descubierta sin que el juicio se lleve a cabo. En su lugar, esto ocurría en la etapa de la audiencia preliminar, en la que se requiere del fiscal de distrito, quien debe producir evidencia suficiente para convencer al juez que el acusado debe ser juzgado. Durante esta etapa, otro tipo de malhechores como chantajistas, estafadores o falsificadores, con frecuencia se veían obligados a confesar, mediante el hábil interrogatorio implacable e inteligente de Mason, así el asesino quedaba expuesto.

## Elenco y personajes
En la siguiente tabla se detallan los protagonistas principales de la serie con sus respectivos personajes.
| Actor            | Personaje              | Papel                                 | Temporada |
| ---------------- | ---------------------- | ------------------------------------- | --------- |
| Raymond Burr     | Perry Mason            | Abogado criminalista                  | 1957–1966 |
| Barbara Hale     | Della Street           | Secretaria particular de Mason        | 1957–1966 |
| William Hopper   | Paul Drake             | Investigador privado                  | 1957–1966 |
| William Talman   | Hamilton Burger        | Fiscal de Distrito                    | 1957–1966 |
| Ray Collins      | Teniente Arthur Tragg  | Detective de homicidios de la policía | 1957–1964 |
| Wesley Lau       | Teniente Andy Anderson | Detective de homicidios de la policía | 1961–1964 |
| Richard Anderson | Teniente Steve Drumm   | Detective de homicidios de la policía | 1964–1966 |

### Personajes ocasionales
- Michael Fox[1] - El Dr. Hoxie (médico forense)
- Lee Miller - El sargento Brice (policía)
- Connie Cezon - Gertrude "Gertie" Glade (recepcionista de la oficina de Mason)
- Marilyn Eastman como la secretaria.

## La producción

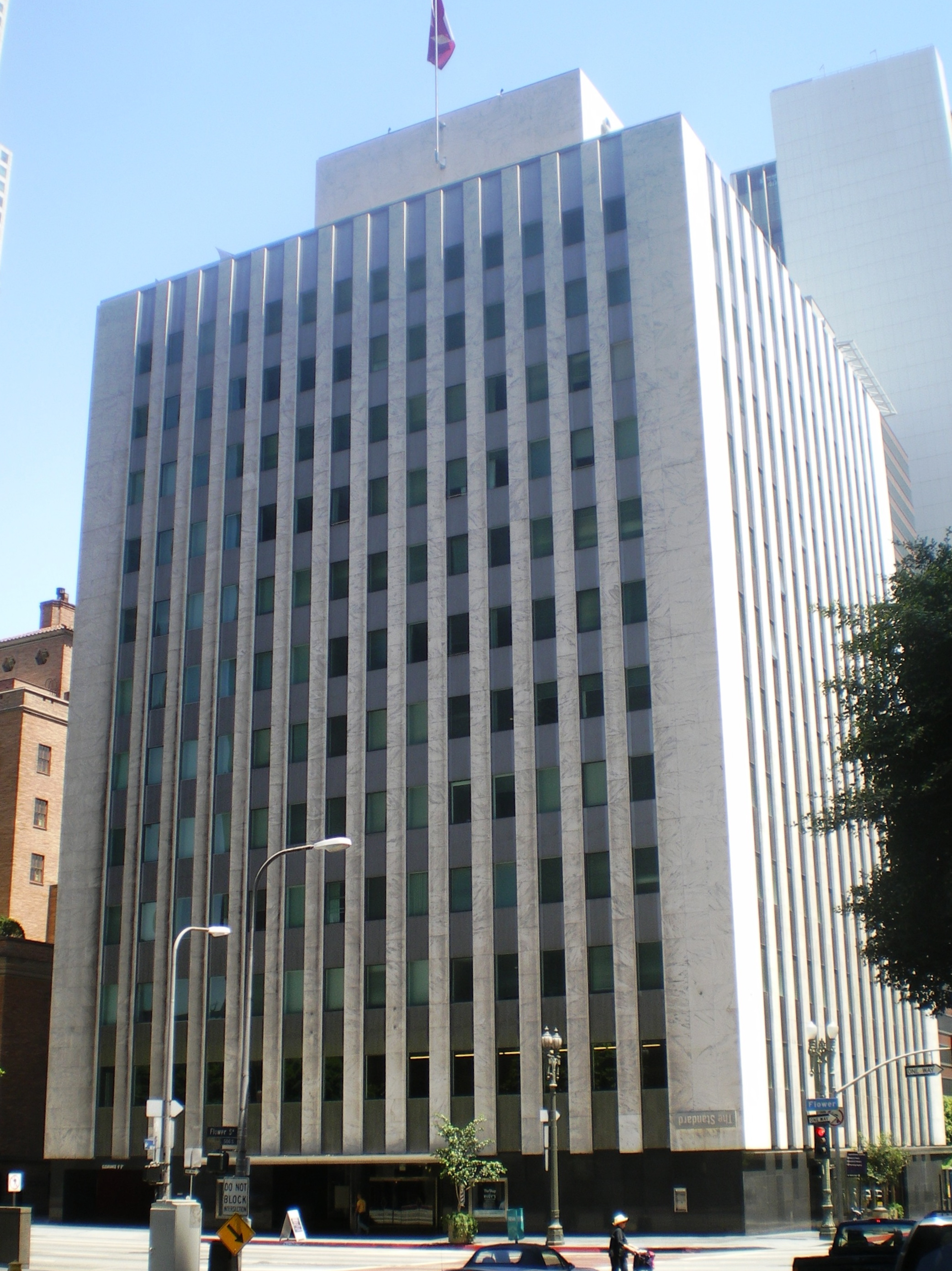
El ficticio “Edificio Brent” donde se encontraban las oficinas de Perry Mason, en la realidad pertenecía a la “Superior Oil Company” en Los Ángeles.
Fotografía de 2008.

### Lugares de filmación
La serie Perry Mason fue ambientada en Los Ángeles, se utilizaron numerosas tomas preestablecidas, que incluyeron el icónico City Hall de Los Ángeles (edificio municipal), el edificio del Salón de Justicia, y el Tribunal de la Ciudad, que actualmente es el Palacio de Justicia Stanley Mosk. Todos estos inmuebles se mantienen aun en pie. El edificio de la Superior Oil Company (Compañía Petrolera Superior), se utilizaba para filmar los exteriores del ficticio «Edificio Brent» donde se encontraban las oficinas de Perry Mason, actualmente el mismo pertenece al hotel The Standard Downtown LA.
Las escenas de interiores fueron filmadas en los estudios de cine "20th Century-Fox", y la mayoría de las escenas de exteriores se filmaron en los "Estudios Fox" en el barrio de Westwood, Los Angeles, o en el "Fox Movie Ranch" (Rancho de películas Fox), en Malibu Canyon, California. Algunos episodios de la serie fueron filmados en "CBS La Brea Studios" (Estudios La Brea CBS), en Hollywood. 

### Música
El tema musical de la serie fue compuesto por Fred Steiner, y era uno de los más reconocibles en la televisión. 